# Lumière de la meilleure actrice

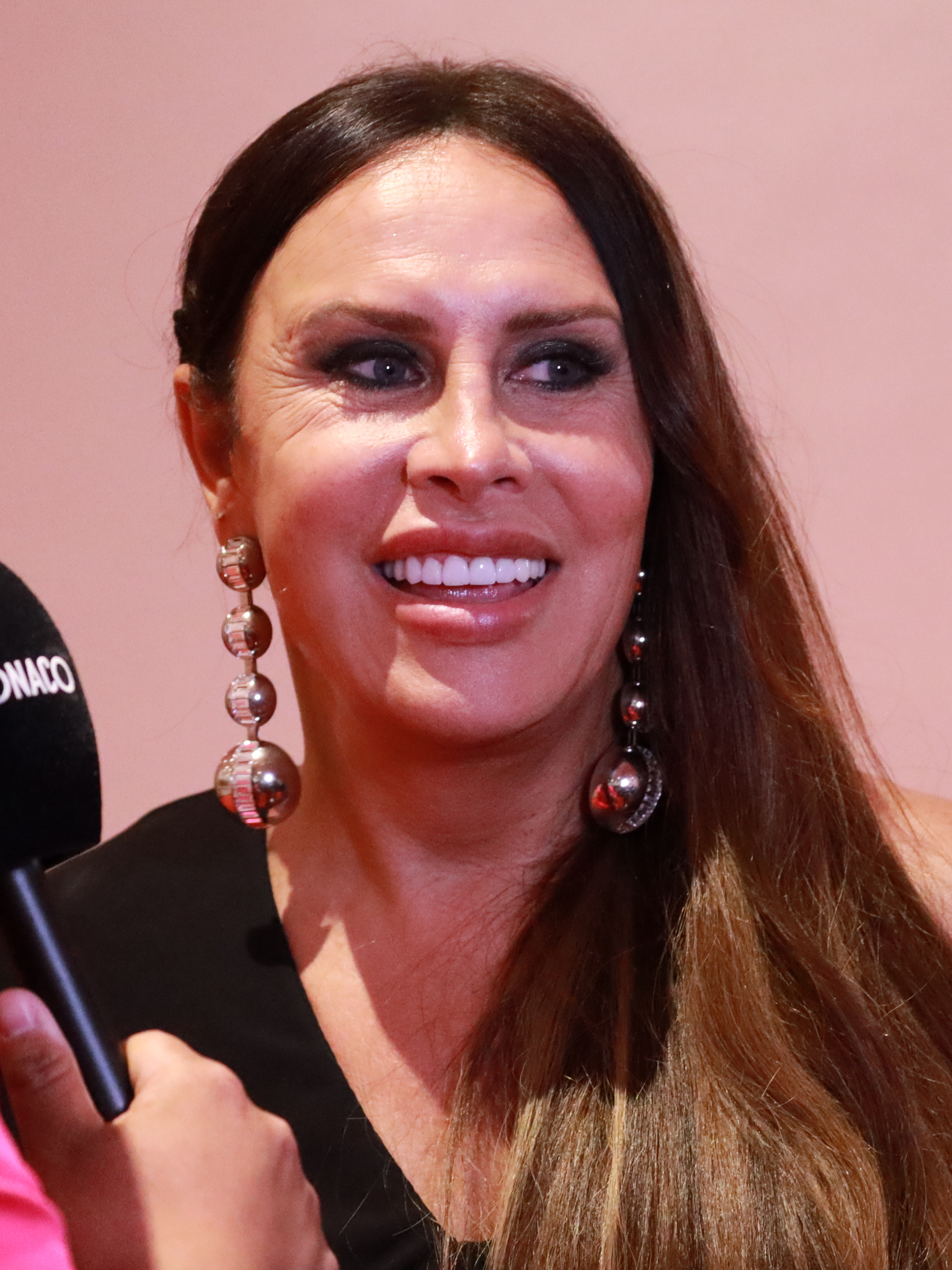
Karla Sofía Gascón, devient la première actrice transgenre a remporter le prix en 2024 pour la comédie-musical Emilia Pérez.

L’Académie des Lumières, composée de plus de 200 journalistes de la presse internationale, récompense chaque année depuis 1996 les meilleurs films français ou francophones.
Le Lumière de la meilleure actrice est remis chaque année à une actrice confirmée tenant un rôle principal dans un film français sorti en France l’année précédente, lors de la « Cérémonie des Lumières de la presse internationale ». Avec quatre victoires (en 1996, 2001, 2006 et 2017), Isabelle Huppert est la comédienne la plus récompensée dans cette catégorie.

## Palmarès
[C] : indique que l'actrice a remporté le César de la meilleure actrice pour le même rôle.

### Années 1990
- 1996 : Isabelle Huppert pour La Cérémonie [C]
- 1997 : Fanny Ardant pour Ridicule
- 1998 : Miou-Miou pour Nettoyage à sec
- 1999 : Élodie Bouchez pour La Vie rêvée des anges [C]

### Années 2000
- 2000 : Karin Viard pour Haut les cœurs ! [C]
- 2001 : Isabelle Huppert pour Merci pour le chocolat
- 2002 : Audrey Tautou pour Le Fabuleux Destin d'Amélie Poulain
- 2003 : Isabelle Carré pour Se souvenir des belles choses [C]
- 2004 : Sylvie Testud pour Stupeur et Tremblements [C]
- 2005 : Emmanuelle Devos pour Rois et Reine
- 2006 : Isabelle Huppert pour Gabrielle
- 2007 : Marina Hands pour Lady Chatterley [C]
  - Sabine Azéma pour Cœurs
  - Danielle Darrieux pour Nouvelle Chance
  - Isabelle Huppert pour L'Ivresse du pouvoir
  - Marina de Van pour Je pense à vous
- 2008 : Marion Cotillard pour La Môme [C]
  - Marina Foïs pour Darling
  - Mélanie Laurent pour La Chambre des morts
  - Ludivine Sagnier pour La Fille coupée en deux
  - Sylvie Testud pour Ce que mes yeux ont vu
- 2009 : Yolande Moreau pour Séraphine [C]
  - Catherine Frot pour L'Empreinte de l'ange
  - Kristin Scott Thomas pour Il y a longtemps que je t'aime
  - Sylvie Testud pour Sagan
  - Félicité Wouassi pour Aide-toi, le ciel t'aidera

### Années 2010
- 2010 : Isabelle Adjani pour La Journée de la jupe [C]
  - Dominique Blanc pour L'Autre
  - Valeria Bruni Tedeschi pour Les Regrets
  - Sandrine Kiberlain pour Mademoiselle Chambon
  - Audrey Tautou pour Coco avant Chanel
- 2011 : Kristin Scott Thomas pour Elle s'appelait Sarah
  - Juliette Binoche pour Copie conforme
  - Isabelle Carré pour Les Émotifs anonymes
  - Catherine Deneuve pour Potiche
  - Ludivine Sagnier pour Pieds nus sur les limaces
- 2012 : Bérénice Bejo pour The Artist [C]
  - Catherine Deneuve pour Les Bien-Aimés
  - Valérie Donzelli pour La guerre est déclarée
  - Marina Foïs pour Polisse
  - Clotilde Hesme pour Angèle et Tony
  - Chiara Mastroianni pour Les Bien-Aimés
  - Karin Viard pour Polisse
- 2013 : Emmanuelle Riva pour Amour [C]
  - Marion Cotillard pour De rouille et d'os
  - Catherine Frot pour Les Saveurs du palais
  - Noémie Lvovsky pour Camille redouble
  - Corinne Masiero pour Louise Wimmer
- 2014 : Léa Seydoux pour Grand Central et La Vie d'Adèle
  - Juliette Binoche pour Camille Claudel 1915
  - Catherine Deneuve pour Elle s'en va
  - Sandrine Kiberlain pour 9 mois ferme
  - Emmanuelle Seigner pour La Vénus à la fourrure
  - Christa Théret pour Renoir
- 2015 : Karin Viard pour La Famille Bélier & Lulu femme nue
  - Juliette Binoche pour Sils Maria
  - Émilie Dequenne pour Pas son genre
  - Charlotte Gainsbourg pour Trois cœurs & Samba
  - Adèle Haenel pour Les Combattants † & L'Homme qu'on aimait trop
  - Sandrine Kiberlain pour Elle l'adore
- 2016 : Catherine Frot pour Marguerite [C]
  - Emmanuelle Bercot pour Mon roi
  - Clotilde Courau pour L'Ombre des femmes
  - Izïa Higelin pour La Belle Saison
  - Isabelle Huppert pour Valley of Love
  - Elsa Zylberstein pour Un plus une
- 2017 : Isabelle Huppert pour Elle [C]
  - Judith Chemla pour Une vie
  - Marion Cotillard pour Mal de pierres
  - Virginie Efira pour Victoria
  - Sidse Babett Knudsen pour La Fille de Brest
  - Soko pour La Danseuse
- 2018 : Jeanne Balibar pour Barbara [C]
  - Hiam Abbass pour Une famille syrienne
  - Juliette Binoche pour Un beau soleil intérieur
  - Emmanuelle Devos pour Numéro une
  - Charlotte Gainsbourg pour La Promesse de l'aube
  - Karin Viard pour Jalouse
- 2019 : Élodie Bouchez pour Pupille
  - Cécile de France pour Mademoiselle de Joncquières
  - Léa Drucker pour Jusqu'à la garde
  - Virginie Efira pour Un amour impossible
  - Mélanie Thierry pour La Douleur

### Années 2020
- 2020 : Noémie Merlant pour Portrait de la jeune fille en feu
  - Fanny Ardant pour La Belle Époque
  - Anaïs Demoustier pour Alice et le Maire
  - Eva Green pour Proxima
  - Karin Viard pour Chanson douce

- 2021 : Martine Chevallier pour le rôle de Madeleine et Barbara Sukowa pour le rôle de Nina dans Deux
  - Laure Calamy pour le rôle de Antoinette Lapouge dans Antoinette dans les Cévennes
  - Emmanuelle Devos pour le rôle de Anne Walberg dans Les Parfums
  - Virginie Efira pour le rôle de Suze Trappet dans Adieu les cons
  - Camélia Jordana pour le rôle de Daphné dans Les Choses qu'on dit, les choses qu'on fait

- 2022 : Anamaria Vartolomei pour le rôle de Anne dans L'Événement
  - Suliane Brahim pour le rôle de Virginie dans La Nuée
  - Virginie Efira pour le rôle de Benedetta Carlini dans Benedetta
  - Valérie Lemercier pour le rôle de Aline Dieu dans Aline
  - Sophie Marceau pour le rôle de Emmanuèle dans Tout s'est bien passé

- 2023 : Virginie Efira pour le rôle de Rachel dans Les Enfants des autres
  - Juliette Binoche pour Ouistreham
  - Laure Calamy pour À plein temps
  - Françoise Lebrun pour Vortex
  - Noémie Merlant pour L'Innocent

- 2024 : Sandra Hüller pour Anatomie d'une chute
  - Catherine Deneuve pour Bernadette
  - Léa Drucker pour L'Été dernier
  - Virginie Efira pour Rien à perdre
  - Hafsia Herzi pour Le Ravissement

- 2025 : Karla Sofía Gascón pour le rôle de Manita del Monte/Emilia Perez dans Emilia Pérez
  - Hafsia Herzi pour Borgo
  - Agnès Jaoui pour Ma vie ma gueule
  - Anamaria Vartolomei pour Maria
  - Hélène Vincent pour Quand vient l'automne